# Эльфман, Дженна
Дже́нна Э́льфман (англ. Jenna Elfman, урождённая Дженнифер Мэри Бутала, англ. Jennifer Mary Butala; род. 30 сентября 1971, Лос-Анджелес, США) — американская актриса. Наиболее известна по роли Дармы в телесериале канала ABC «Дарма и Грег».

## Ранние годы
Дженна Эльфман родилась в Лос-Анджелесе, Калифорния в семье Сью и Ричарда Уэйна Бутала. Её мать была домохозяйкой, а отец одним из руководителей авиакомпании Hughes Aircraft. Со стороны отца она имеет хорватское происхождение и принадлежит римско-католической церкви.

## Карьера
Карьера Дженны Эльфман началась в 1990 году с клипов группы Depeche Mode — Strange Too, где она снялась в роли танцовщицы, и Криса Айзека Somebody’s Crying.
В 1996 году она появилась в комедийном сериале «Townies», где главной звездой была Лорен Грэм, однако её игра не произвела впечатления на кинокритиков. В следующем году Дженна начала сниматься в главной роли сериала «Дарма и Грег», который принёс ей популярность у зрителей.
Одним из последних её фильмов был «Секс по дружбе», где главные роли исполнили Джастин Тимберлейк и Мила Кунис.

## Личная жизнь
Со своим мужем, актёром Боди Эльфманом, Дженна познакомилась на кастинге рекламы напитка «Спрайт» в феврале 1991 года. Они поженились в 1995 году. 23 июля 2007 года у них родился сын Стори Илайас, а 2 марта 2010 года — второй сын Истон Куинн Монро.
Дженна Эльфман является саентологом
В 2005 году Дженна Эльфман с мужем в числе членов совета от искусства, развлечений и средств массовой информации присутствовали на торжественном открытии музея под эгидой акции Psychiatry: An Industry of Death.
27 марта 2008 года, вместе с Чарли Шином при участии Церкви саентологов, Дженна Эльфман организовали благотворительную акцию Нарконон New York Rescue Workers Detoxification Project.
В феврале 2006 года на аукционе eBay был продан ужин с Дженной Эльфман, доходы от которого пошли в организацию Communities In Schools. Она также участвовала в подобных аукционах 2007 и 2008 годов.
В 2007 и 2008 годах ограниченным тиражом к дню Святого Валентина были выпущены почтовые марки с отпечатком губ Дженны Эльфман, выручка от продаж которых пошла на поддержку Общества защиты животных Соединённых Штатов.
В сентябре 2008 года Дженна присоединилась к компании September Campaign, призывая жертвовать деньги, подаренные на день рождения, на бурение пресноводных скважин в Эфиопии.

## Фильмография
| Год       |    | Русское название                       | Оригинальное название                           | Роль                          |
| --------- | -- | -------------------------------------- | ----------------------------------------------- | ----------------------------- |
| 1990      | в  | Strange Too                            | Strange Too                                     | танцовщица                    |
| 1992      | с  | Она написала убийство                  | Murder, She Wrote                               | балерина                      |
| 1992      | с  | Freshman Dorm                          | Freshman Dorm                                   | Тина                          |
| 1993      | тф | Двойной обман                          | Double Deception                                | Лиза Майорски                 |
| 1994      | с  | Шоу Джорджа Карлина                    | The George Carlin Show                          | психоделическая девушка       |
| 1995      | с  | Стрелочник                             | Pointman                                        | Мэри Эллен                    |
| 1995      | с  | Монро                                  | The Monroes                                     | Лили                          |
| 1995      | с  | Розанна                                | Roseanne                                        | Гэрлан                        |
| 1996      | с  | Полиция Нью-Йорка                      | NYPD Blue                                       | Пэтти Сноу                    |
| 1996      | с  | Одно убийство                          | Murder One                                      | Анжела Скалезе                |
| 1996      | с  | Почти идеальный                        | Almost Perfect                                  | Бэкки Толл                    |
| 1996      | тф | Её последний шанс                      | Her Last Chance                                 | Лесли                         |
| 1996      | с  | Городские                              | Townies                                         | Шэннон                        |
| 1997      | с  | Одинокий парень                        | The Single Guy                                  | Джордан                       |
| 1997      | ф  | Убийство в Гросс-Пойнте                | Grosse Pointe Blank                             | Таня                          |
| 1998      | ф  | Племя Криппендорфа                     | Krippendorf’s Tribe                             | Вероника                      |
| 1998      | ф  | Не могу дождаться                      | Can't Hardly Wait                               | ангел                         |
| 1998      | ф  | Доктор Дулиттл                         | Doctor Dolittle                                 | сова                          |
| 1999      | ф  | Венера                                 | Venus                                           | Венера                        |
| 1999      | ф  | Эд из телевизора                       | Edtv                                            | Шари                          |
| 2000      | ф  | Сохраняя веру                          | Keeping the Faith                               | Анна Райли                    |
| 2000      | мф | Кибермир                               | CyberWorld                                      | Пиг                           |
| 2000      | мф | Оранжевый мишка                        | The Tangerine Bear: Home in Time for Christmas! | Лорлей                        |
| 2001      | ф  | Город и деревня                        | Town & Country                                  | Обёрн                         |
| 1997—2002 | с  | Дарма и Грег                           | Dharma & Greg                                   | Дарма Финкельштейн Монтгомери |
| 2002      | тф | Мания                                  | Obsessed                                        | Эллена Робертс                |
| 2003      | ф  | Луни Тюнз: Снова в деле                | Looney Tunes: Back in Action                    | Кейт                          |
| 2004      | с  | Два с половиной человека               | Two and a Half Men                              | Фрэнки                        |
| 2004      | мф | Большое кино Клиффорда                 | Clifford’s Really Big Movie                     | Дороти                        |
| 2005      | ф  | Touched                                | Touched                                         | Анжела Мартен                 |
| 2006      | с  | Courting Alex                          | Courting Alex                                   | Алекс Роуз / Бекс Отуэлл      |
| 2007      | с  | Братья и сёстры                        | Brothers & Sisters                              | Лиззи Джонс-Бейкер            |
| 2008      | ф  | Поражённый                             | Struck                                          | /короткометр.                 |
| 2008      | с  | Меня зовут Эрл                         | My Name Is Earl                                 | Кимми Гиммлер                 |
| 2009      | с  | Специальный агент Озо                  | Special Agent Oso                               | мама Майи                     |
| 2009      | ф  | Шесть жён Генри Лефэя                  | The Six Wives of Henry Lefay                    | Офелия                        |
| 2009      | ф  | Любовные раны                          | Love Hurts                                      | Дарлин                        |
| 2009—2010 | с  | Преднамеренная случайность             | Accidentally on Purpose                         | Билли                         |
| 2011      | с  | Матумба Голдберг                       | Matumbo Goldberg                                | Матумба Голдберг              |
| 2011      | ф  | Секс по дружбе                         | Friends with Benefits                           | Энни                          |
| 2011      | тф | Bad Mom                                | Bad Mom                                         | Джулия                        |
| 2011      | ф  | Forbidden Zone 2: The Forbidden Galaxy | Forbidden Zone 2: The Forbidden Galaxy          | Surreal Dancing Vision        |
| 2012      | с  | Бесстыжие                              | Shameless                                       | Джилл                         |
| 2018      | с  | Бойтесь ходячих мертвецов              | Fear the Walking Dead                           | Наоми / Джун                  |

## Награды и номинации
| Награды и номинации                   | Награды и номинации | Награды и номинации                                              | Награды и номинации | Награды и номинации |
| Награда                               | Год                 | Категория                                                        | Фильм               | Итог                |
| ------------------------------------- | ------------------- | ---------------------------------------------------------------- | ------------------- | ------------------- |
| American Comedy Awards                | 1999                | Самая смешная актриса в сериале                                  | Дарма и Грег        | Номинация           |
| Blockbuster Entertainment Awards      | 2001                | Любимая актриса: комедия/мелодрама                               | Сохраняя веру       | Номинация           |
| Эмми                                  | 1998                | Лучшая актриса комедийного сериала                               | Дарма и Грег        | Номинация           |
| Эмми                                  | 1999                | Лучшая актриса комедийного сериала                               | Дарма и Грег        | Номинация           |
| Эмми                                  | 2000                | Лучшая актриса комедийного сериала                               | Дарма и Грег        | Номинация           |
| Golden Apple Awards                   | 1998                | Открытие года (актриса)                                          |                     | Победа              |
| Золотой глобус                        | 1998                | Лучшая женская роль (комедия или мюзикл)                         | Дарма и Грег        | Номинация           |
| Золотой глобус                        | 1999                | Лучшая женская роль (комедия или мюзикл)                         | Дарма и Грег        | Победа              |
| Золотой глобус                        | 2000                | Лучшая женская роль (комедия или мюзикл)                         | Дарма и Грег        | Номинация           |
| Премия «Спутник»                      | 2000                | Лучшая женская роль в телевизионном сериале (комедия или мюзикл) | Дарма и Грег        | Номинация           |
| Премия «Спутник»                      | 2001                | Лучшая женская роль в телевизионном сериале (комедия или мюзикл) | Дарма и Грег        | Номинация           |
| Премия «Спутник»                      | 2001                | Лучшая женская роль в телевизионном сериале (кинофильм)          | Сохраняя веру       | Номинация           |
| Премия «Спутник»                      | 2002                | Лучшая женская роль в телевизионном сериале (комедия или мюзикл) | Дарма и Грег        | Номинация           |
| TV Guide Awards                       | 1999                | Любимая актриса (комедия)                                        | Дарма и Грег        | Победа              |
| TV Guide Awards                       | 2000                | Любимая актриса (комедия)                                        | Дарма и Грег        | Победа              |
| TV Guide Awards                       | 2001                | Актриса года в комедийном сериале                                | Дарма и Грег        | Номинация           |
| Viewers for Quality Television Awards | 1998                | Лучшая актриса комедийного сериала                               | Дарма и Грег        | Номинация           |